# Ješa'jahu Leibowitz
Ješa'jahu Leibowitz (hebrejsky ישעיהו ליבוביץ‎, 29. ledna 1903 – 18. srpna 1994) byl izraelský filozof a vědec, známý svými otevřenými, často kontroverzními názory na židovství, etiku, náboženství a politické otázky.

## Biografie
Ješa'jahu Leibowitz se narodil v Rize v roce 1903. V domě svých rodičů získal tradiční židovskou výchovu. V roce 1920 se rodina přestěhovala do Berlína. Mezi lety 1919 až 1924 studoval chemii a filozofii na Humboldtově univerzitě v Berlíně, kde byl pak v letech 1926 až 1930 asistentem biochemika Karla Neuberga. Od roku 1929 studoval medicínu na univerzitách v Kolíně nad Rýnem a Heidelbergu. Doktorem medicíny se stal na univerzitě v Basileji roku 1934. Následujícího roku vycestoval do mandátní Palestiny a usadil se v Jeruzalémě.
Oženil se s Gretou Winter, pocházející z Bonnu, s níž měl šest dětí. Jeho syn Elija Leibowitz byl předsedou astrofyzikálního oddělení Telavivské univerzity a dlouholetý předseda Wiseovy observatoře. Další syn, Uri, byl profesorem medicíny v Univerzitním lékařském centru Hadasa.
Dcera Jiska byla prokurátorkou. Jeho sestra Nechama Leibowitz byla světoznámou biblistkou.
Ješa'jahu Leibowitz byl aktivní do posledního dne. Zemřel ve spánku 18. srpna 1994 (11. elulu podle hebrejského kalendáře).

## Akademická dráha

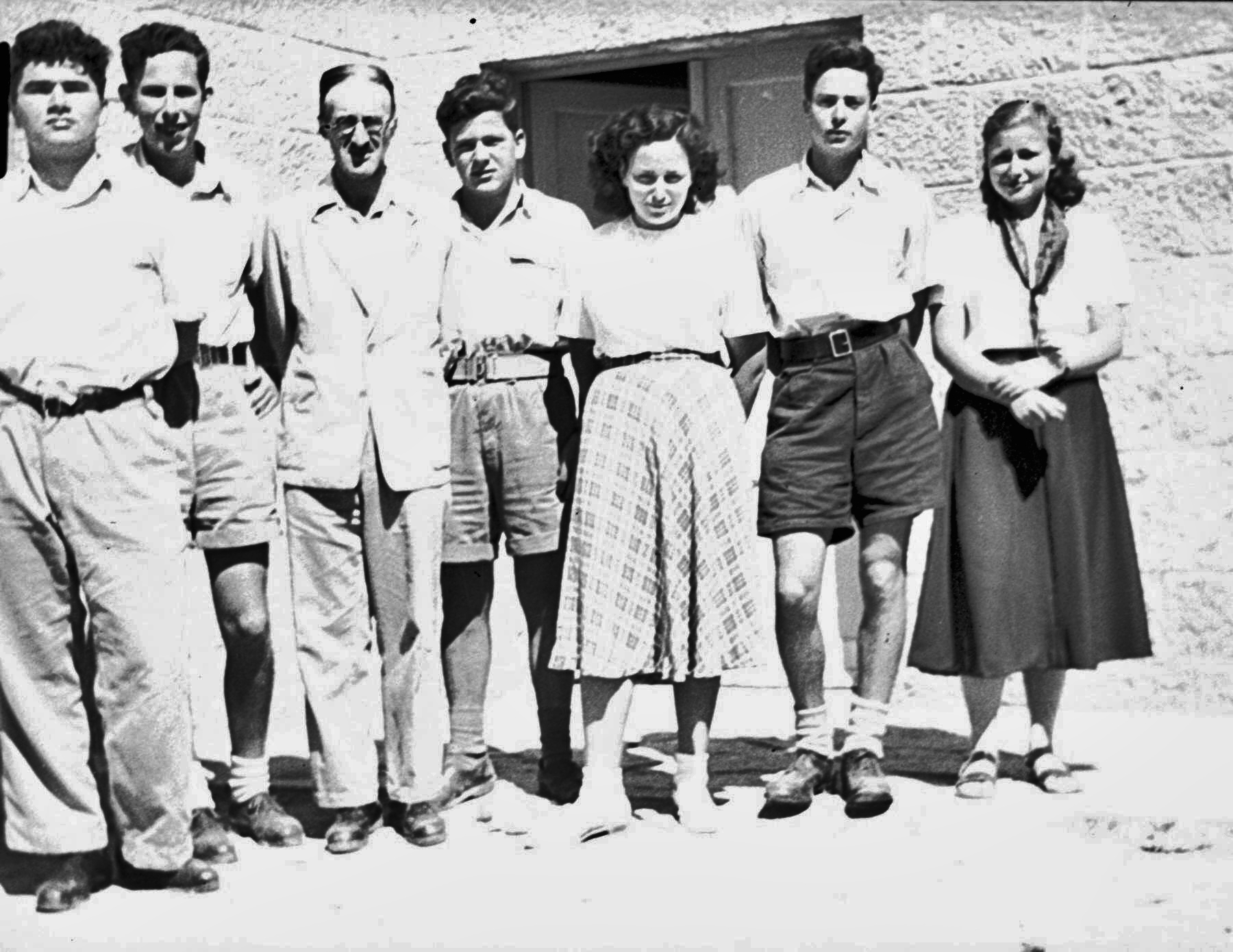
Leibowitz se studenty

Od roku 1936 Leibowitz přednášel na fakultě matematiky a přírodních věd na Hebrejské univerzitě v Jeruzalémě. Roku 1941 se stal profesorem biochemie a od roku 1952 byl řádným profesorem organické chemie a neurofyziologie. Jeho odborným zájmem byla zejména oblast cukrů a enzymů. Na Hebrejské univerzitě přednášel po dobu téměř šesti desetiletí biochemii, neurofyziologii, filozofii a dějiny vědy.

## Náboženská filozofie
Jeho náboženská filozofie spočívá na jednoznačné tezi, že judaismus se vyjadřuje naplňováním micvot a ve snášení „jha micvot“, nikoli ve věroučných zásadách a dogmatech, ve kterých se ani po mnoha generacích nedospělo ke všeobecné shodě.
„Víra není vědění o Bohu (neboť co vlastně může člověk o Bohu vědět), nýbrž to, že jsem si vědom svých povinností vůči Bohu. Víra, která je založena na mých vědomostech o Bohu, není nic jiného než modloslužba.“ Leibowitz to dokládá citacemi z Rambamova (Maimonidova) Průvodce zbloudilých. Rambamův racionalismus je základem celé Leibowitzovy náboženské filozofie.
V protikladu k jeho přísnému pohledu na některé podstaty náboženství, byl překvapivě liberální v jiných. Především v postavení ženy v judaismu. Co se týče homosexuality, Leibowitz věřil, že navzdory zákazu homosexuálních vztahů v judaismu, je nejlépe pro homosexuála zůstat dodržujícím Židem.

## Přednášky a publikační činnost
Leibowitz pracoval jako redaktor Hebrejské encyklopedie, od roku 1953 byl šéfredaktorem. Kromě nespočitatelných článků a esejů je Leibowitz autorem široké palety knih o filozofii, lidských právech a židovském myšlení, výkladů o Rambamovi a politice. Mnohé jeho přednášky byly posléze sebrány a knižně vydány. Leibowitz vedl plodnou korespondenci, neboť jeho rady a komentáře vyžadovala široká veřejnost. První sbírka jeho dopisů v hebrejštině vyšla posmrtně.

## Politické názory
Leibowitz byl nemilosrdným kritikem izraelských hodnot a národní politiky. Mnohé jeho výroky by vytržením z kontextu zněly až antisionisticky, ale Leibowitz se během svého života opakovaně prohlašoval za sionistu. Někteří politologové jej považují za jednoho z prvních stoupenců postsionismu.
Během války za nezávislost byl důstojníkem Hagany v Jeruzalémě. Poté aktivně působil v Ha-poel ha-dati (Věřící dělník), náboženském uskupení uvnitř Histadrutu (odborů), za který se stal prvním kandidátem do voleb legislativního shromáždění (prvního Knesetu). Pro své odmítavé stanovisko k státnímu systému v Izraeli, kde politické strany ovládají chod rabinátů, vystupoval Leibowitz od založení státu jako důsledný zastánce úplné odluky židovského náboženství od státu, neboť byl přesvědčen že stávající stav korumpuje víru. Hlavně v polovině padesátých let bojoval proti korupci v izraelském vládním systému. Hned po šestidenní válce vystupoval proti židovské nadvládě nad jiným národem, v níž viděl podkopání demokratického a židovského charakteru státu.

## Izraelská cena
Roku 1993 byl nominován na Izraelskou cenu. Ještě před předávací ceremonií byl však Leibowitz pozván, aby přednesl řeč na Izraelské radě pro izraelsko-palestinský mír, kde jeho přímočará kritika vyhoštění palestinských teroristů do území nikoho v Libanonu, ke kterému došlo měsíc předtím, vedla k tomu, že Jicchak Rabin pohrozil, že bude ceremonii bojkotovat. Následně se sešla porota ceny, aby zvážila možnost cenu odebrat, ale Leibowitz sám vyhlásil, že ji nepřijme, neboť nechce rozdmýchávat nepřátelství.

## Důležitost jeho osobnosti
„Vliv, jímž Leibowitz poznamenal kulturu a intelekt židovského národa [druhé poloviny 20. století] i do budoucna, je nerovnatelně větší než vliv a význam mnoho badatelů považovaných za významné ... jeho kvantitativně „malé“ spisy jsou kvalitativně velkým dílem, překypující originalitou; jsou malé, ale obsahově bohaté.“